# Lessay
Lessay település Franciaországban, Manche megyében. Lakosainak száma 1994 fő (2018. január 1.). Lessay Angoville-sur-Ay, Créances, La Feuillie, Millières, Saint-Germain-sur-Ay és Vesly községekkel határos.

## Népesség
A település népességének változása:
| Lakosok száma | 2000 | 2014 | 2297 | 2009 | 1994 |
|               | 2013 | 2015 | 2016 | 2017 | 2018 |